# 奥克兰市政厅
奥克兰市政厅（英語：Oakland City Hall）是美国加州奥克兰的政府大楼。目前的建筑完成于1914年，旧市政厅已毁于1906年旧金山大地震。奥克兰市政厅高320英尺（98），是美国第一座高层政府大楼。在它建造时，也是密西西比河以西的最高建筑。
奥克兰市政厅由纽约的Palmer & Hornbostel事务所设计于1910年，该事务所赢得了全国范围的设计竞赛。这座建筑为美术学院（Beaux-Arts）风格，类似于一个“矩形结婚蛋糕”。它由三个层次组成。底部三层为基础，设有市长办公室，会场，法庭，警察局。中间的10层较底部收缩，为办公楼。12楼设有36个囚室的监狱，院子到1960年代才使用。再上面顶部是两层高的 podium，顶部是钟楼它的外观采用白色的花岗岩，而内部则采用白色和黑色的大理石。该建筑被称为“莫特市长的婚礼蛋糕”，奥克兰前任市长莫特是支持兴建新市政厅的关键人物，在工程开始的同一年结婚。
1983年，奥克兰市政厅被列入国家史迹名录.
1989年地震后，这座建筑遭到结构性破坏，被关闭。但是没有被拆除兴建新的建筑，而是决定将它改造为抗地震建筑。为此，地基钢柱被切断，代之以橡胶隔震支座。增加钢梁支持钢结构，增加混凝土墙，支持现有的墙壁。该建筑现在可以在地震时横向移动18-20英寸。大会堂的修复随着市区建设新办公楼的振兴计划。修复和工程造价8500万美元。